# الصحة في إيران
تنتج مشكلات الصحة في إيران، كما هي الحال في كثير من البلدان النامية، من مجموعة من الأسباب، منها: المياه والإصحاح البيئي والغذاء واللياقة البدنية ومشكلات الإدمان واللياقة النفسية والأمراض المُعدية والنظافة والبيئة.
وفقًا لمبادرة قياس حقوق الإنسان، تحقق إيران 86% مما يمكنها تحقيقه نسبةً إلى دخلها. عند قياس الحق في الصحة فيما يخص الأطفال، تحقق إيران 96.5% مما يمكنها تحقيقه نسبةً إلى دخلها الحالي. أما فيما يخص البالغين، تحقق الدولة 98.8% مما يمكنها تحقيقه وفقًا للدخل. تُصنف إيران في فئة «سيئ جدًا» في الصحة الإنجابية لأنها تحقق 70.6% فقط مما يمكنها تحقيقه قياسًا بمواردها المتاحة.

## المياه والإصحاح البيئي
تحقق إيران واحدة من أعلى النسب في الشرق الأوسط فيما يتعلق بنسبة الأشخاص الذين يحصلون على مياه الشرب الآمنة، وتبلغ النسبة 92%، (تقريبًا 100% في المناطق الحضرية و80% في المناطق الريفية وفق بيانات عام 2007).
يوجد نقص في معالجة مياه الصرف الصحي، ففي طهران مثلًا، لا توجد معالجة لمياه الصرف لدى معظم سكان طهران، وتتسرب المياه الملوثة مباشرة إلى المياه الجوفية. مع تفاقم أزمة المياه بسبب ازدياد التعداد السكاني، تزداد المشكلات الصحية الناتجة من تلوث المياه الجوفية.

## التغذية واللياقة البدنية

### التغذية
وفقًا لمسؤولين إيرانيين، يعاني 45 مليون إيرانيًا من نقص في التغذية. تواجه مقاطعات كهكيلويه وبويراحمد وكرمان وخوزستان سوء التغذية ونقص في الأمن الغذائي.

### النظام الغذائي والمكونات الغذائية والوجبات السريعة
تقدر قيمة صناعة المشروبات الغازية في إيران بنحو 2 مليار دولارًا. في 2008، أنتجت إيران نحو 3 مليار ليترًا من أنواع مختلفة من المشروبات الغازية لتلبية معدل استهلاك بلغ 46 ليترًا للفرد الواحد في السنة، وصدّرت أكثر من 12% من الإنتاج. ساعدت زيادة الوعي بضرر المشروبات الغازية والسكر وارتفاع معدل الإصابة بداء السكري على التوجه نحو خيارات أقل ضررًا للصحة.

### سلامة الأطعمة والتغليف والتعبئة
تتولى لجنة الدستور الغذائي، التي تأسست في 2002، مسؤولية وضع وتطوير معايير ولوائح الصحة والجودة المتعلقة بإنتاج المنتجات الزراعية الخام والمواد الغذائية وتجارتها، وفقًا للمعايير العالمية المختلفة. جرى استيراد لحوم ملوثة وفقًا للسلطات الإيرانية. ومن المشكلات أيضًا الاستخدام العشوائي للمبيدات الحشرية. وعلى الرغم من المخاطر الصحية المحتملة الناجمة عن الأغذية المعدلة وراثيًا والقيود الحكومية على إنتاج المنتجات التكنولوجية الحيوية، تستورد إيران ما قيمته 5 مليار دولارًا من المحاصيل المعدلة وراثيًا سنويًا بسبب القوانين المتساهلة.

### البدانة
في 1988، كانت إيران من الدول السبعة الأعلى في معدل البدانة لدى الأطفال. في 2005، كان 33.7% من البالغين معرضين لخطر الإصابة بالمتلازمة الاستقلابية. تصيب المتلازمة حاليًا نحو ثمانية ملايين إيرانيًا. في 1995، كان 24.7% من الأولاد و26.8% من الفتيات في سن 6 سنوات زائدي الوزن.
يُعد التحضر من الأسباب الرئيسية لزيادة البدانة. في 2005، استهلك المواطن الإيراني العادي 42 لترًا من المشروبات الغازية في السنة، بالإضافة إلى استهلاك فائض عن حاجة الجسم بلغ 40% من الكربوهيدرات، و30% من الدهون، و40% من الطعام. أسهم توفر الوجبات السريعة والوجبات الخفيفة ونمط الحياة الخامل في ازدياد معدل البدانة. من العوامل الأخرى تأثير التكنولوجيا والاستهلاك المرتفع للأرز والخبز. تكون خيارات الأطعمة محدودة لدى كثير من العائلات ذات الدخل المتوسط، ما يؤدي إلى ارتفاع معدل الإصابة بالبدانة لدى الأطفال. ومع ذلك، فإن بدانة الأطفال لا تثير القلق بسبب الاعتقاد أن هؤلاء الأطفال سيتجاوزون بدانتهم عندما يكبرون. لا يُعرف مدى التأثير الصحي لبدانة الأطفال في إيران. يزداد الميل نحو البدانة بين الأطفال. يُلاحظ ازدياد البدانة لدى الفتيات والفتيان وخاصة في المناطق المدنية، ويكون أقل في المناطق الريفية. يجب فهم أن زيادة الوزن قد تُعد تفضيلًا ويجب مراعاة علاقتها بتوسع المناطق والأحياء المختلفة.

### اللياقة البدنية
من مقاييس الصحة العامة والتوزيع غير الفعال للغذاء أن نحو 13% من الشباب بدينون، وفقًا لمصادر منظمة الأغذية والزراعة التابعة للأمم المتحدة. ووفقًا لحكومة إيران، فإن نحو 60% من الإيرانيين زائدو الوزن و35% من النساء و15% من الرجال بدينون. وعلى الرغم من شباب المجتمع الإيراني، فإن 20% فقط من الإيرانيين نشطون بدنيًا بالمقارنة مع المتوسط العالمي البالغ 60%. لا يمارس 30% من الشباب الإيراني أي رياضة على الإطلاق.

## الأمراض المُعدية والإدمان

### الكوليرا
الكوليرا مشكلة مستمرة في إيران. في وباء عام 2005 الذي سبب حدوث وفيات، حذر التلفزيون الحكومي الناس من تناول الخضراوات أو شراء مكعبات الثلج في الشوارع. حُظرت أيضًا السَلطات في بعض من المطاعم. سبّب وباء عام 1998 حدوث حالات وفاة كثيرة.

### فيروس نقص المناعة البشري/الإيدز
أدى ازدياد معدل تعاطي المخدرات إلى زيادة حالات الإصابة بفيروس نقص المناعة البشري. في 2005، كان ثلثا حالات الإصابة بفيروس نقص المناعة البشري (9800 حالة) ناتجَين من تعاطي المخدرات. أنشأت إيران نظامًا وطنيًا لعلاج مشكلة فيروس نقص المناعة البشري، يشمل 150 موقعًا للفحوصات وبرنامجًا لتجديد المحاقن مجانًا.
وفقًا للأمم المتحدة، تزداد حالات الإيدز في إيران ازديادًا سريعًا. العامل الرئيسي المسبب لهذا الوباء حاليًا تعاطي المخدرات بواسطة المحاقن، ويزداد انتقال المرض عن طريق الاتصال الجنسي أيضًا. تشير التقديرات إلى أن 14% من الأشخاص الذين يحقنون المخدرات في إيران مصابون بفيروس نقص المناعة البشري في 2007. في 2009، شكل الرجال 93% من المصابين بفيروس نقص المناعة البشري، وشكلت النساء 7% من المصابين.
ما زال معدل انتشار الوباء في إيران منخفضًا جدًا مقارنة بالمعايير الدولية. تحظى إيران بمعدل انتشار منخفض يبلغ نحو 0.16% من السكان البالغين (18000 حالة، رسميًا) مقارنة بنحو 0.8% في أمريكا الشمالية (2008). وفقًا لمنظمة الصحة العالمية، بدءًا من نهاية عام 2009، سُجلت أكثر من 100,000 إصابة بالإيدز في إيران (قرابة 0.135% من السكان الإيرانيين).

### التدخين
نفذّت إيران سياسة منع صارم للتدخين في الأماكن العامة. بحلول 2007، انخفض معدل التدخين إلى 11%. ولكن معدلات التدخين ارتفعت من جديد في السنوات الأخيرة على نحو ملحوظ. بلغ معدل التدخين في 2018 نحو 14%. يمنع القانون الجديد التدخين في المؤسسات العامة والفنادق والمطاعم والمقاهي. يُمنع أيضًا تقديم النارجيلة، وهي تقليد أساسي في المقاهي. بدأ تنفيذ منع التدخين في السيارات منذ 2006، وهو قانون يتجاهله الإيرانيون رغم أن خرقه قد يودي إلى غرامات. يُعاقب بيع التبغ للأشخاص دون 18 عامًا بمصادرة منتجات التبغ من البائع ودفع غرامة. تؤدي المخالفات المتكررة إلى دفع غرامات كبيرة.

### استهلاك الكحول
استهلاك الكحول محظور في إيران بسبب الشريعة الإسلامية، باستثناء غير المسلمين الذين يستطيعون قانونيًا استهلاك المشروبات الكحولية في القطاع الخاص. قُدِّرت قيمة تهريب الكحول إلى إيران بنحو مليار دولار في عام 2010. يُقدَّر أن أكثر من 200 ألف شخص في إيران متورطون في التهريب. يعتمد الكثيرون على ما يُصنع في الأقبية أو حدائق المنازل في ظروف غير آمنة.